# Přírodní park Botič-Milíčov

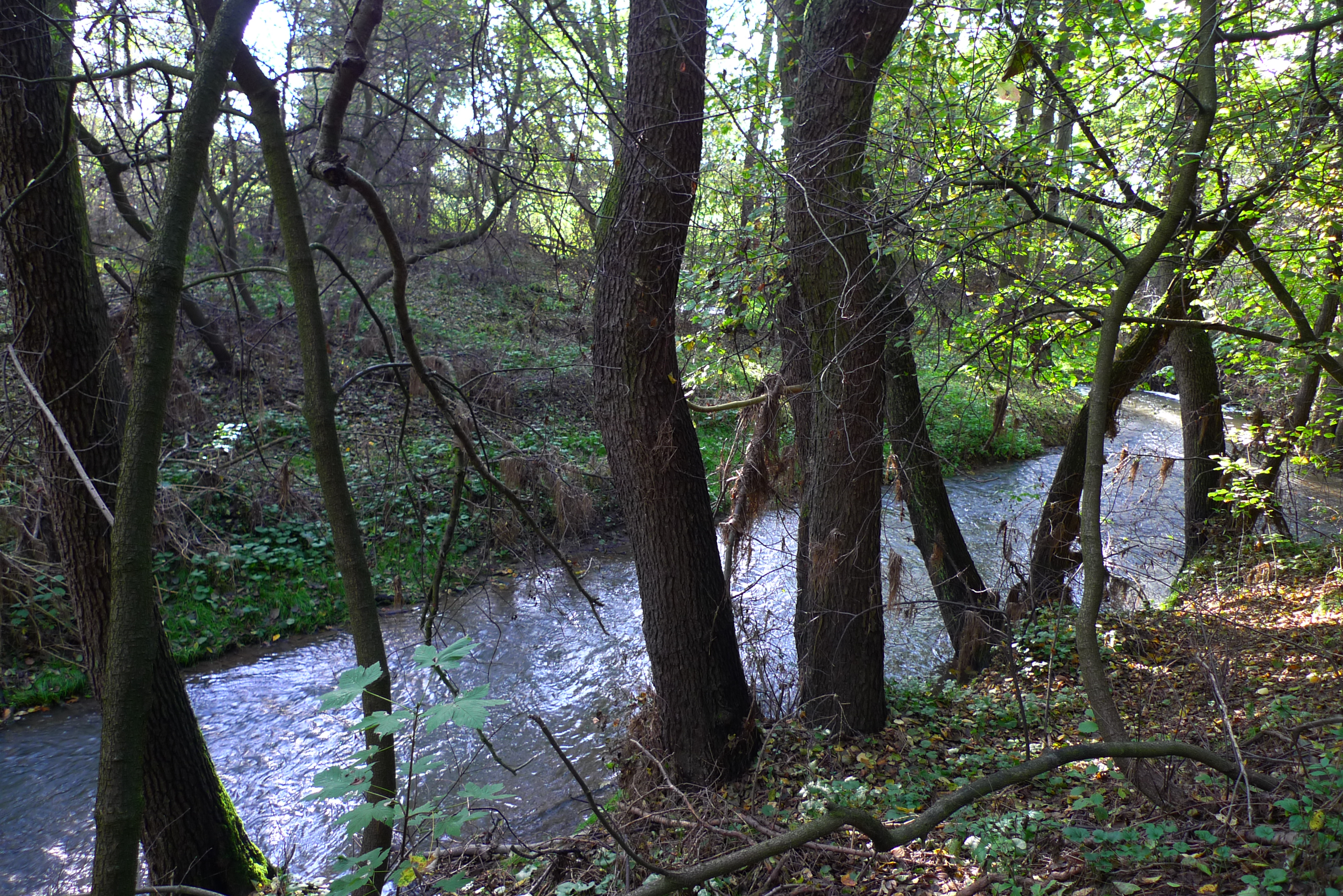
Údolí Botiče

Botič–Milíčov je přírodní park nacházející se na jihovýchodním okraji hlavního města Prahy. Byl vyhlášen roku 1984 a je tak spolu s přírodním parkem Říčanka nejstarším přírodním parkem v Praze. Tento park se skládá z údolí Pitkovického potoka, údolí Botiče až k přehradní nádrži Hostivař, kde na něj navazuje přírodní park Hostivař–Záběhlice, a dále z Milíčovského lesa a blízkých rybníků. Obsahuje také zvláště chráněné území Pitkovická stráň a Milíčovský les a rybníky. Rozloha tohoto parku činí 824 ha. Předmětem ochrany jsou zde převážně zachovalé biotopy údolních niv, které bývají pravidelně zaplavovány během povodní, a lesů, které zůstaly zachovány i přes blízkost velkých sídlišť.

## Historie
Přírodní park Botič-Milíčov byl vyhlášen v roce 1984 Národním výborem hlavního města Prahy jako oblast klidu. V roce 1992 byly klidové oblasti přejmenovány na přírodní parky. Přírodní parky patří mezi obecně chráněná území, která se zakládají pro omezení vlivu člověka na krajinný ráz přírodní krajiny.
V blízkosti soutoku Botiče a Pitkovického potoka se nachází oblast zvaná Dobrá voda. V minulosti bylo toto místo častou zastávkou kupců, kteří zde měli možnost napojit své soumary a občerstvit se. Později zde stávaly dva vodní mlýny, které byly postaveny v 17. století. Větší z nich se jmenoval Fantův mlýn a stával zde až do roku 1960, kdy vyhořel. Dnes z něj na původním místě můžeme nalézt jen rozvaliny. Na plošině severně od soutoku s Botiče s Dobrovodským potůčkem byly nalezeny pozůstatky civilizace z 5 tisíciletí př. n. l. Bylo zde sídliště jedněch z prvních zemědělců neolitu. Po archeologickém průzkumu, při kterém byly nalezeny úlomky váz kultury vypíchané keramiky, byla tato plošina zastavěna moderním sídlištěm. Dále po proudu Botiče směrem k Hostivařské přehradě se nachází zbytek mlýnského náhonu ze 17. stol., který přiváděl vodu k Podzámeckému mlýnu v Petrovicích.
V moderní době byly oblasti kolem přírodního parku obhospodařovávány zemědělci, zejména Říčanská plošina, na které většina parku leží. V okolí se rozkládá několik polí, která však byla v posledních letech prodána pro svou lukrativní polohu, jako místa pro výstavbu rodinných domů. Vesnice Křeslice tak kvůli rozsáhlé výstavbě zvětšila svou rozlohu téměř dvakrát.

## Lokalita

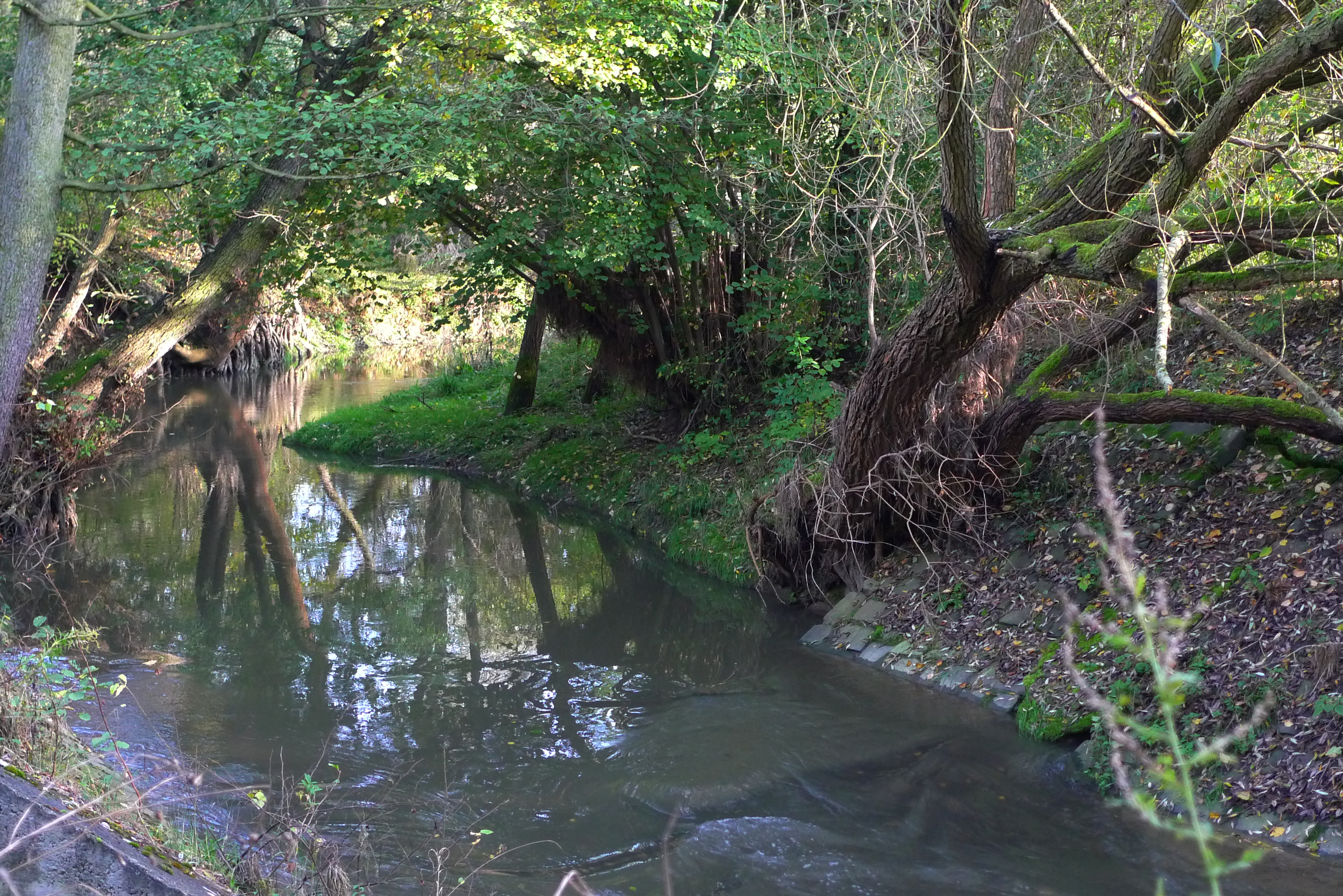
Údolí Botiče

Přírodní park Botič-Milíčov leží na jihovýchodě Prahy. Rozkládá se od Lipan, kde protéká Pitkovický potok, po jeho soutok s Botičem blízko sídliště Petrovice. Dále z údolí Botiče od mostu přes dálnici až k přehradní nádrži Hostivař. K přírodnímu parku patří také území Milíčovského lesa a blízkých rybníků, které se nachází na okraji velkého panelového sídliště Jižní Město. V blízkosti parku se nacházejí také vesnice Benice, Pitkovice, Křeslice a Újezd u Průhonic. V lokalitě tohoto parku můžeme najít i památkově chráněné objekty jako je Pitkovický dvůr, zvonička v Pitkovicích, Koníčkův mlýn v Újezdě u Průhonic a dvůr Štít v Křeslicích. Je zde i spousta dalších zajímavých míst z hlediska historie, jako je mlýnský náhon pod Petrovicemi, který čerpal vodu z Botiče. Součástí přírodního parku jsou dvě zvláště chráněná území, která patří mezi přírodní památky. Je to Pitkovická stráň a Milíčovský les a rybníky.

## Přírodní poměry

### Geologie
Podloží celého území přírodního parku tvoří převážně břidlice a droby štěchovické skupiny starohor, které se řadí mezi pískovce. Na těchto vrstvách leží nánosy hlíny, vlivem kterých zde hojně roste vegetace. V údolích potoků se ukládají písčitojílovité až jílovité sedimenty, které jsou dobře patrné na místy strmých vymletých březích Botiče. Oba potoky protékají mělkými koryty a jelikož leží v rovinatém terénu, zaplavují při povodních blízké louky.
Přírodní park se nachází na Říčanské plošině. Ta byla v minulosti hojně využívána zemědělci, ale většina bývalých polí byla zastavěna satelitními městečky. Oproti tomu Milíčovský les leží na mírně skloněné plošině a je to rozsáhlý komplex listnatého lesa. Zde se nachází v podloží hlavně břidlice svrchního proterozoika, které jsou překryté zvětralinami, sedimenty a náplavami. Jsou zde převážně kambizemě. Přírodní památka Pitkovická stráň leží na přirozeném skalním výchozu a podloží je zde tvořeno modrošedými jílovitými břidlicemi a svahovými hlínami.

### Hydrologie
Pitkovický potok pramení v okrese Praha-východ u obcí Strančice a Předhoří. Říká se mu též Vinný potok a má délku toku cca 14,3 km. Součástí přírodního parku je od vesnice Lipany a jeho délka na území Prahy činí 5 km. U Křeslic se vlévá zprava do Botiče.
Botič je jeden z nejdelších pražských potoků. Na území Prahy vtéká pod dálničním mostem, kde se také stává součástí přírodního parku Botič-Milíčov. N území parku do něj vtéká několik potoků. Kromě zmíněného Pitkovického potoka je to dále potok Dobrá voda, který se vlévá u Fantova mlýna. O kus dál Botič přibírá Milíčovský potok, který teče od Milíčovských rybníků, které jsou taktéž součástí parku. V oblasti pod Petrovicemi se nachází na Botiči nově zrekonstruovaný jez. Přírodní park opouští po spojení s Hostivařskou přehradou.

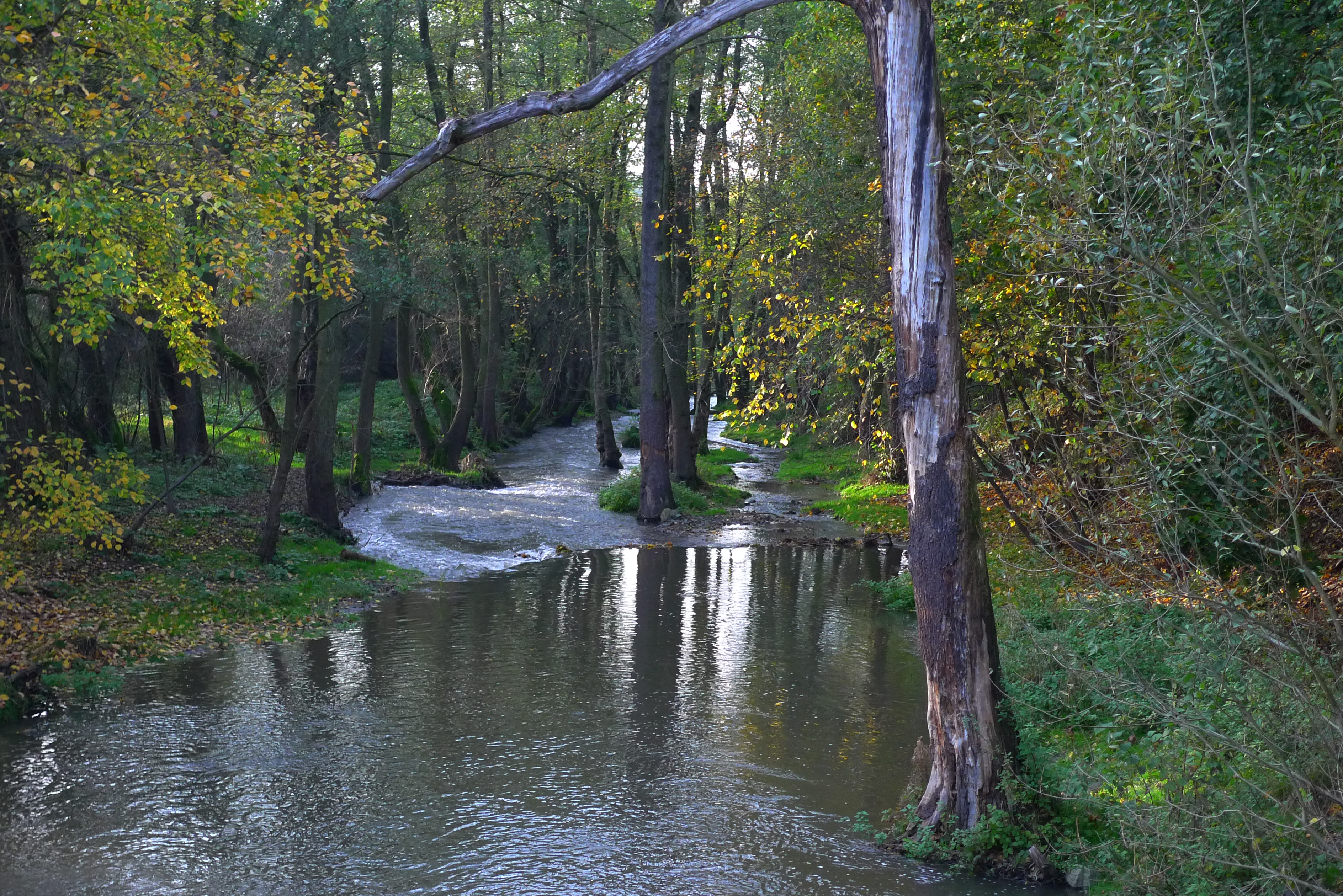
Údolí Botiče

Milíčovské rybníky jsou taktéž součástí parku. Je jich celkem 5 a všemi protéká Milíčovský potok. Nejvýše leží Milíčovský rybník, který je největší, dále Kančík, který je nejmenší, a Homolka. Tyto tři rybníky jsou součástí přírodní památky Milíčovský les a rybníky. Na území parku však leží ještě další dva, je to Vrah a Šáteček.

### Flóra
V přírodní památce Mílíčovský les a rybníky je zajímavá vlhká blatouchová louka, kde roste řada druhů ostřic a trav.
V jižní části Milíčovského lesa, kde je sušší a teplejší podnebí rostou duby (Quercus) a habry (Carpinus betulus) a také zde můžeme najít ptačinec velkokvětý (Stellaria holostea), svízel lesní (Galium sylvaticum) a jaterník trojlaločný (Hepatica nobilis Schreb.). Podél potoka rostou hojně dřeviny a keře. Najdeme zde lípu srdčitou (Tilia cordata), olši lepkavou (Alnus glutinosa), vrbu šedou (Salix elaeagnos), krušinu olšovou (Frangula alnus), brslen evropský (Euonymus europaeus) a střemchu obecnou (Prunus padus). Ve velké míře se zde také vyskytují nepůvodní dřeviny, které zde byly uměle vysazené. Jedná se o trnovník akát (Robinia pseudoacacia), smrk ztepilý (Picea abies) a borovici černou (Pinus nigra).
Na vlhčích místech okolo vodních toků můžeme na jaře narazit i na orsej jarní (Ficaria verna), křivatec žlutý (Gagea lutea) nebo podbílek šupinatý (Lathraea squamaria Linné). Hojně zde roste i kakost luční (Geranium pretense), třezalka tečkovaná (Hypericum perforatum) a netýkavka malokvětá (Impatiens parviflora).

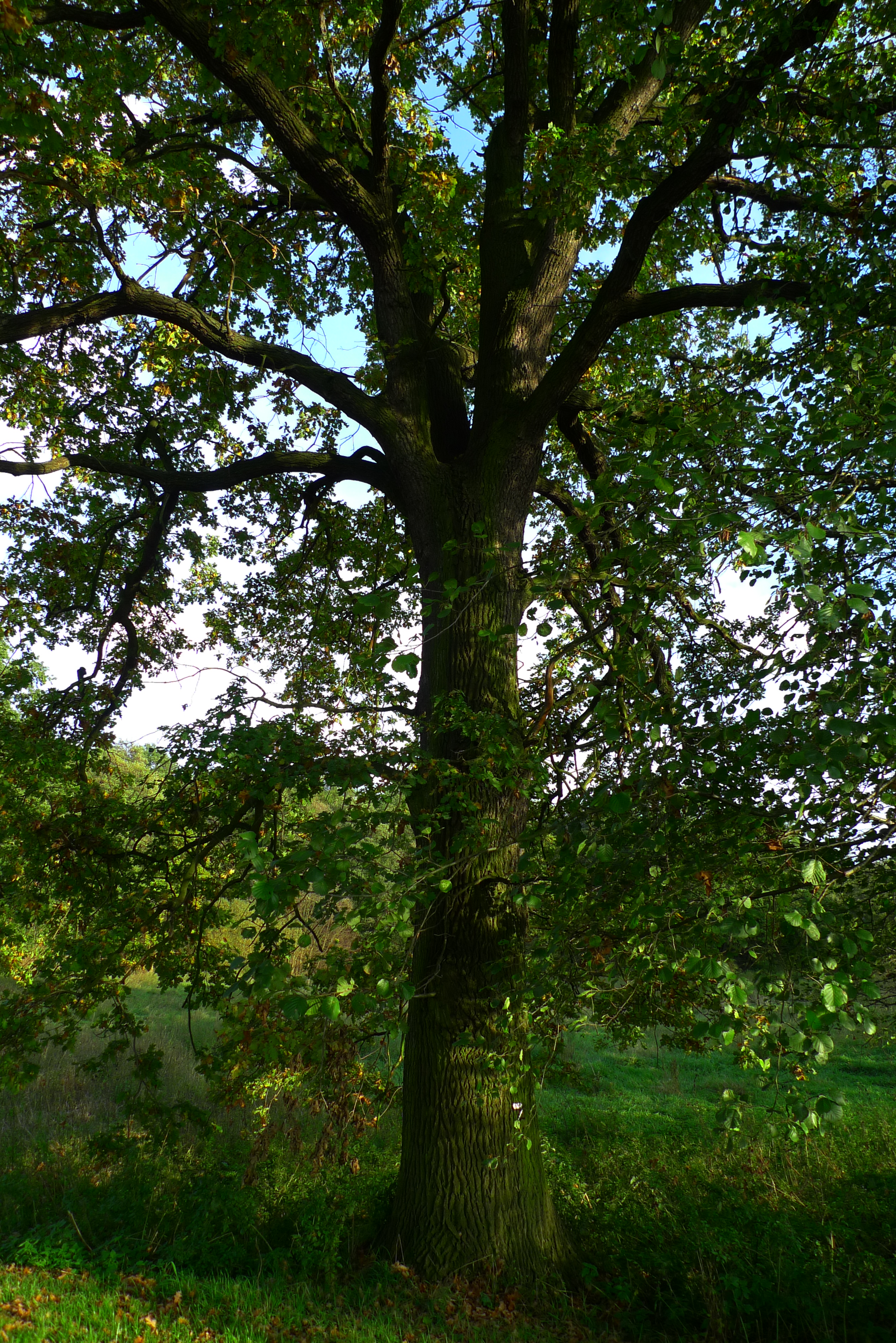
Památný dub u Dobré vody

Jsou zde i dva památné stromy, duby na hrázi rybníka Homolka a dub za bývalou kovárnou v Pitkovicích.

### Fauna
Vyskytuje se zde velké množství bezobratlých živočichů, například roháč obecný (Lucanus cervus) nebo krajník hnědý (Calosoma inquisitor) a dále střevlík (Ophonus puncticollis). Z motýlů se zde vyskytuje otakárek fenyklový (Papilio Machaon) a vzácný žluťásek barvoměnný (Colias myrmidone). Z pavouků zde najdeme mimo jiné skálovky, cedivečky (Dictyna civica) a skákavky.
Daří se zde i obojživelníkům a plazům. Žije zde užovka obojková (Natrix natrix) a rozličné druhy skokanů.
Díky zlepšující se kvalitě ovzduší a vody se zde v posledních letech začal objevovat pstruh potoční (Salmo trutta morpha fario) a rak říční (Astacus astacus). Díky hojným vodním plochám zde hnízdí labuť velká (Cygnus olor), polák chocholačka (Aythya fuligula), potápka malá (Tachybaptus ruficollis), slípky zelenonohá (Gallinula chloropus) či kulík říční (Charadrius dubius). Z lesních ptáků zde hnízdí lejsek bělokrký (Ficedula albicollis) nebo strakapoud prostřední (Dendrocopos medius). Vyskytují se zde i pěvci jako konopka obecná (Carduelis cannabina), stehlík obecný (Carduelis carduelis) a zvonek zelený (Carduelis chloris). Ze savců se zde vyskytuje například myšice lesní (Apodemus flavicolis).

## Ochrana

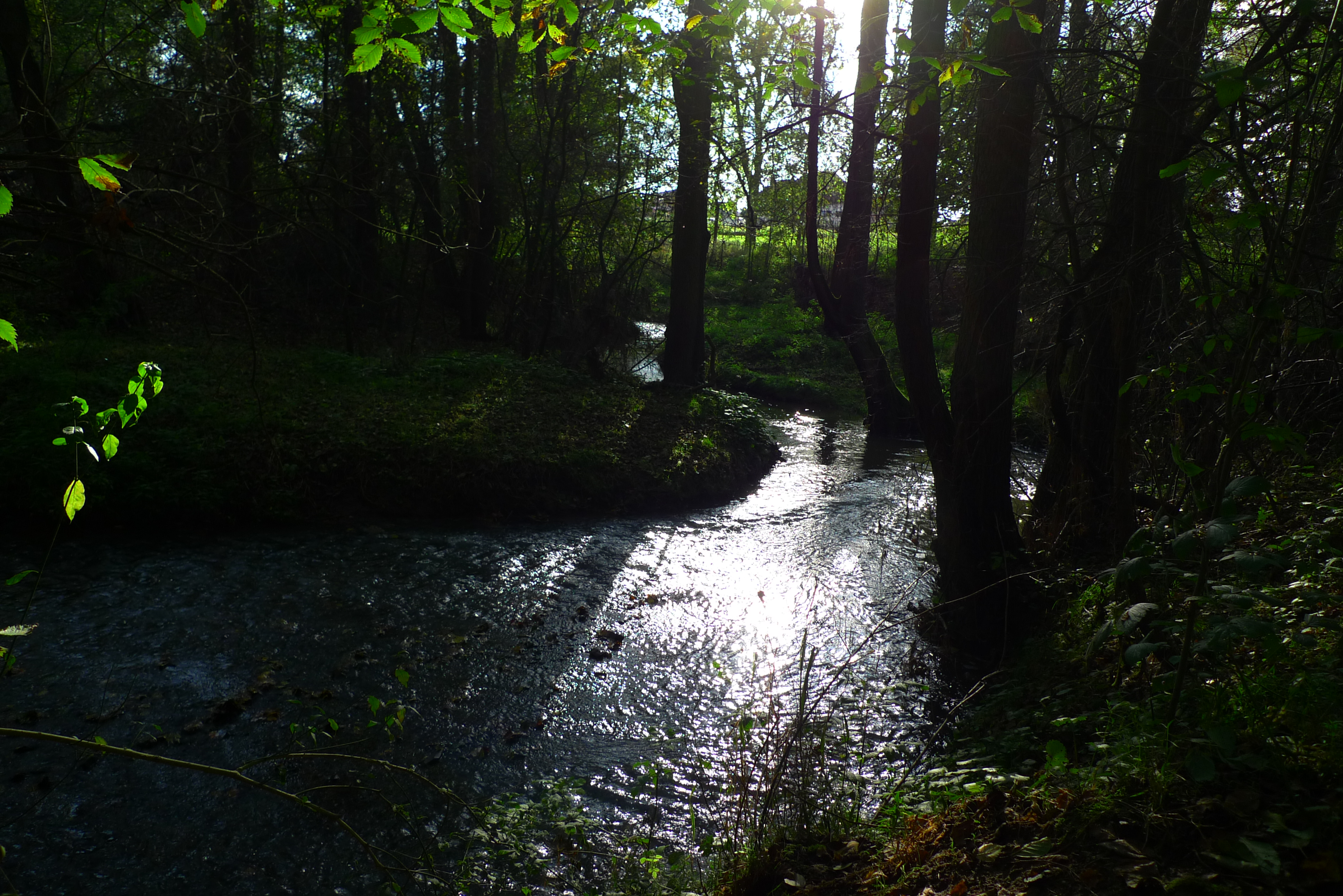
Pitkovický potok

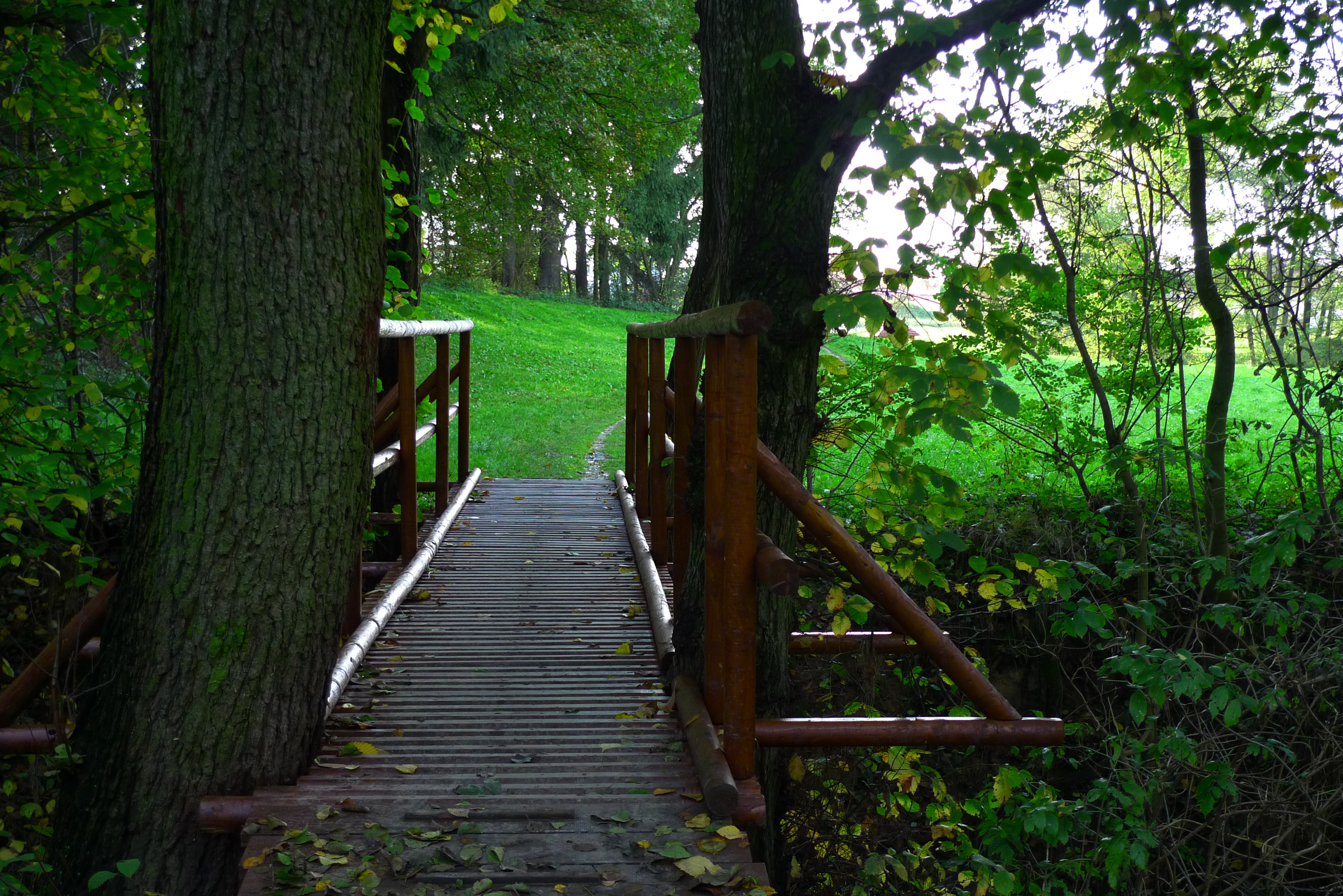
Lávka přes Botič

Hlavním předmětem ochrany jsou zde údolní nivy přirozeně meandrujícího Botiče a Pitkovického potoka. V oblasti Pitkovické stráně rostou vzácné rostliny koniklec luční (Pulsatilla pratensis) a křivatec český (Gagea bohemica), které jsou taktéž předmětem ochrany zvlášť chráněného území. Tato stráň vyžaduje pro svou ochranu sečení, aby nedošlo k expanzi náletových křovin. Ve zbytku přírodního parku jsou oblasti ohrožené nepůvodními druhy stromů. Zvláště trnovník akát (Robinia pseudoacacia), který způsobuje úhyn všech původních rostlin v jeho blízkém okolí. Trnovník uvolňuje do půdy toxické látky, kterými hubí okolní rostliny. Z důvodu ochrany přírodního parku by měly být tyto dřeviny vyřezány, aby se zachoval původní krajinný ráz údolních niv.
Na území parku jsou omezeny některé činnosti, které by mohly snížit jeho estetickou a přírodní krajinu. Nelze zde proto stavět nové stavby, kromě staveb zařízení pro ochranu přírody a staveb pro snižování nebezpečí ekologických a přírodních katastrof.

## Turismus

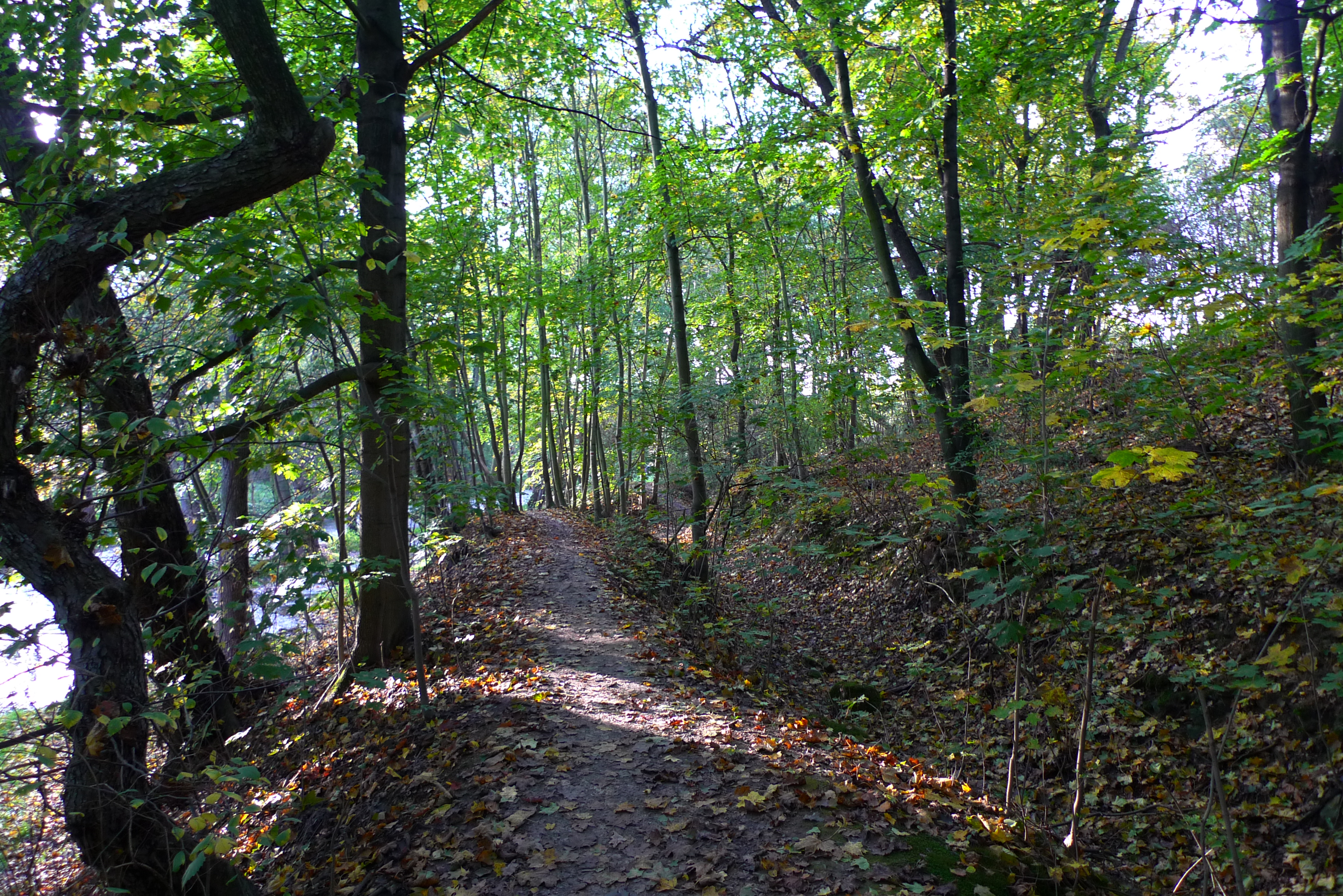
Náhon k Podzámeckému mlýnu

Podél Botiče vede v celé délce červená turistická stezka, kterou může využít množství turistů z blízkých sídlišť. Na Dobré vodě v blízkosti sídliště Petrovice křižuje červenou turistickou trasu zelená, které vede z Milíčovského lesa do Úhřiněvsi údolím Pitkovického potoka. V blízkosti Křeslic vede přes potoky spousta lávek, které umožňují menší procházky po okolí. Přírodním parkem Botič-Mílíčov vede naučná stezka s názvem „Povodím Botiče“ se 13 tabulemi, které návštěvníka seznámí s místními zajímavostmi. Stezka byla v roce 2008 zrekonstruována. Pro návštěvníky je asi nejzajímavější oblast Milíčovského lesa a rybníků, která je vybavena několika altánky a odpočívadly. Také zde jsou dětská hřiště a minizoo, kde se děti mohou seznámit s domácími zvířaty. Návštěvníci mohou též využít Milíčovský vrch jako vyhlídkový bod. Navzdory tomu, že se v blízkosti nachází velká sídliště, je přírodní park ukázkou zachovalé historické kulturní krajiny s vesnicemi a mlýny. V poslední době je však ráz krajiny narušen rozsáhlou výstavbou rodinných domů.

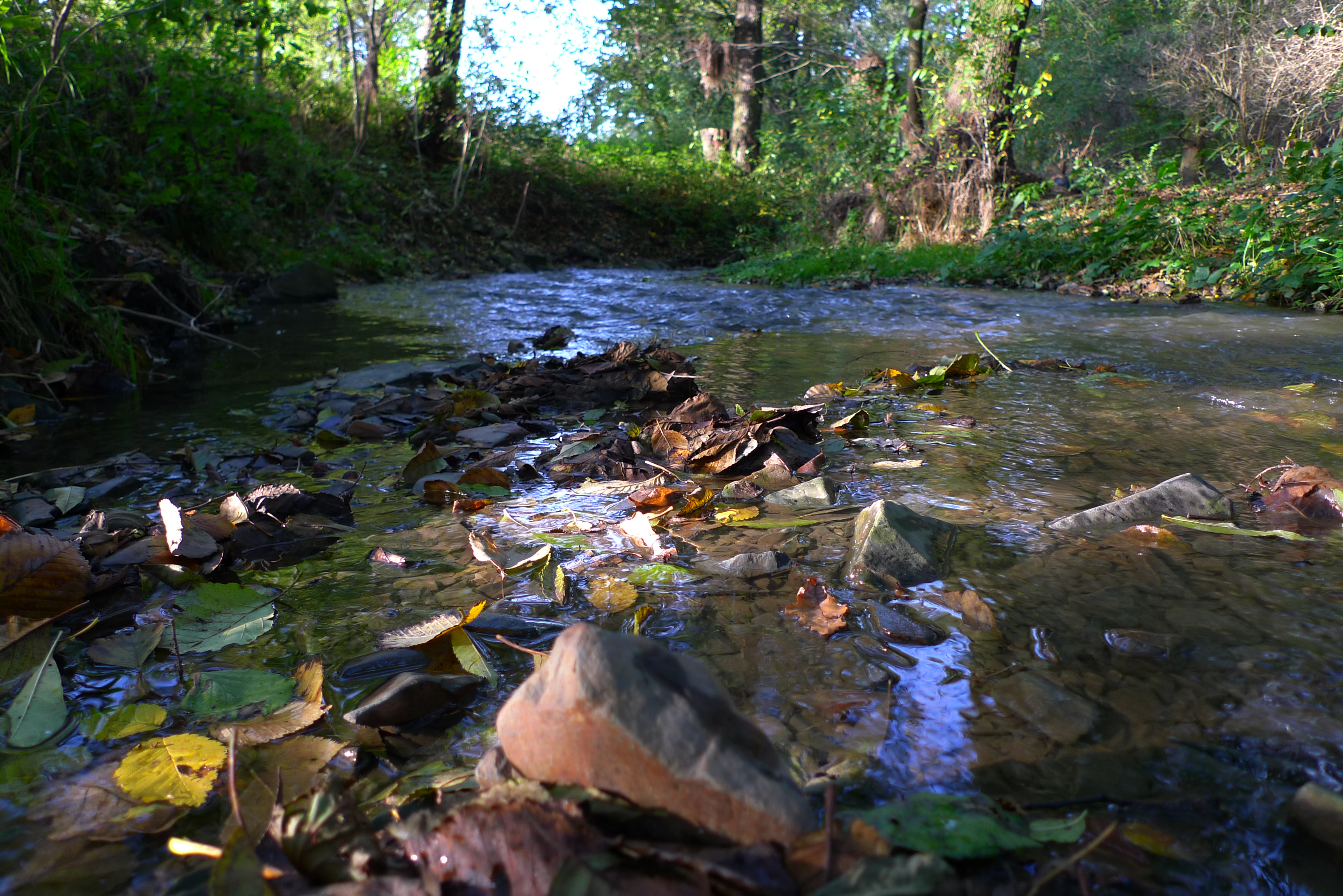
Údolí Botiče